# Hrušovany, Topoľčany
Hrušovany este o comună slovacă, aflată în districtul Topoľčany din regiunea Nitra. Localitatea se află la altitudinea de 158 m deasupra n.m., se întinde pe o suprafață de 5,54 km2 și în 2017 număra 1.101 locuitori.

## Istoric
Localitatea Hrušovany este atestată documentar din 1318.

## Demografie
| An:                | 1994 | 2004   | 2014   | 2024   |
| ------------------ | ---- | ------ | ------ | ------ |
| Număr de persoane: | 1133 | 1134   | 1101   | 1056   |
| Diferență:         |      | +0,08% | −2,91% | −4,08% |

| An:                | 2023 | 2024   |
| ------------------ | ---- | ------ |
| Număr de persoane: | 1067 | 1056   |
| Diferență:         |      | −1,03% |